# 동마산 나들목
동마산 나들목(東馬山나들목, E.Masan IC)은 경상남도 창원시 마산회원구 구암1동과 구암2동에 걸쳐 설치된 남해고속도로제1지선의 4번 교차로이다. 인근에 경전선 마산역과 창원역, 마산시외버스터미널, 창신대학교가 있다. 창원시 중심 지역으로 가장 빨리 진입할 수 있는 나들목이기도 하다.
본래 형태는 트럼펫 형태로 남해고속도로 두 구간이 이어진게 아니라 순천 ~ 마산 구간이 마산 ~ 부산 구간과 접속하는 형태였으며, 마산 ~ 부산 구간은 팔용로와 직결되는 구조였다. 2001년 동마산 나들목을 개량하면서 지금과 같은 형태가 되었다.

## 연혁
- 1973년 11월 14일 :  남해고속도로 순천 ~ 부산 구간 개통과 함께 통행 개시[2]
- 1996년 5월 28일 : 나들목 개량 공사를 위해 경상남도 마산시 회원구 구암동 ~ 창원시 소계동 1.32km 구간 도로구역 변경[3]

## 구조물 정보
- 위치: 경상남도 창원시 마산회원구 구암1동, 구암2동

## 접속하는 도로
- 3.15 대로 (국도 제14호선, 국도 제79호선, 국가지원지방도 제30호선)